# Jeff Pain
Jeff Thomas Pain (* 14. Dezember 1970 in Anchorage, Alaska) ist ein in den USA geborener ehemaliger kanadischer Skeletonfahrer. In seiner Karriere gewann Pain zwei Gold- und eine Silbermedaille bei Weltmeisterschaften sowie eine Silbermedaille bei Olympischen Winterspielen und wurde außerdem zweimaliger Gesamtweltcupsieger im Skeleton, weshalb es als einer der erfolgreichsten kanadischen Skeletonprofis gilt.

## Werdegang

### Sportlerkarriere
Jeff Pain erlangte seinen Schulabschluss an der University of British Columbia. Er begann 1995 seine Karriere im Skeleton-Profisport. Bei den Skeletonweltmeisterschaften 2001 in Calgary gewann er im Einzelrennen der Herren die Silbermedaille. Zwei Jahre später wurde er bei den Skeletonweltmeisterschaften 2003 in Nagano mit dem Gewinn der Goldmedaille Weltmeister, zwei Jahre später konnte er seinen Titel bei den Skeletonweltmeisterschaften 2005 in Calgary mit ähnlich guten Leistungen verteidigen. In der Skeleton-Weltcupsaison 2004/05 wurde Pain Gesamtweltcupsieger, nachdem er von den sieben Saisonwettkämpfen einen gewinnen konnte und in den anderen immer mindestens auf Platz fünf kam. In der folgenden Saison konnte er seinen Titel verteidigen, nachdem er diesmal drei von sieben Saisonwettkampf für sich entscheiden konnte. Bei den Olympischen Winterspielen 2006 in Turin gewann Pain die Silbermedaille. Vier Jahre später belegte Pain bei den Olympischen Winterspielen 2010 in Vancouver aufgrund einer Muskelverletzung nur noch den 9. Platz und beendete seine aktive Sportlerkarriere.

### Trainerkarriere
Anfang November 2015 wurde bekannt, dass der chinesische Skeletonverband Jeff Pain als Skeleton-Bundestrainer mit Blick auf die Olympischen Winterspiele 2022 im eigenen Land einstellt.

## Privates
Jeff Pain wohnt und trainierte in Calgary und arbeitet dort als selbständiger Landschaftsarchitekt. Er ist verheiratet und hat zwei Söhne.